# Kompressionsartefakt
Kompressionsartefakte sind erkennbare Störungen in digitalen Bildern, Videos oder Tonaufnahmen. Sie entstehen durch die verlustbehaftete Kompression der Ausgangsdaten.
Fehler sind bei Daten, die verlustbehaftet komprimiert werden, prinzipbedingt immer vorhanden. Wenn diese Fehler jedoch ein Ausmaß annehmen, dass sie für einen Anwender wahrnehmbar werden, spricht man von Kompressionsartefakten.
Verlustbehaftete Kompression entfernt einen Teil der Information aus den Daten, damit diese so reduziert werden können, dass sie den gewünschten Speicherplatz belegen oder mit einer bestimmten Datenrate übertragen werden können. Wenn der vorgegebene Speicherplatz oder die Datenrate zu niedrig gewählt werden, ist es nicht mehr möglich, die Daten originalgetreu wiederzugeben, und die Qualität verschlechtert sich (Rate-Distortion-Theorie). Je stärker Daten komprimiert werden, desto mehr Information geht verloren und umso deutlicher treten Kompressionsartefakte auf.

## Ursachen für Artefakte
- hohe Kompressionsraten
- Fehler in der Implementierung
- Fehler im psychoakustischen beziehungsweise psychovisuellen Modell
- beim Bearbeiten: Übersteuern digitaler Filter/falsche Parameterwahl
- beim Bearbeiten: mehrfach ausgeführte Komprimierung/Dekomprimierung

## Bilder und Videos

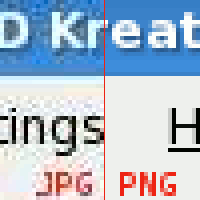
Vergleich der Kompressionsartefakte im JPEG-Format mit dem verlustfreien PNG-Format

Bilder, die verlustbehaftet komprimiert werden (zum Beispiel als JPEG), können folgende Artefakte aufweisen:
- Blockartefakt, deutlich sichtbare Blockbildung,
- Überschwingen (auch ringing), in Bereichen mit hohem Kontrast treten „Wellen“ im Bild auf,
- Posterisation (auch banding), sprunghafter Helligkeitsverlauf,
- Alias-Effekt beziehungsweise Moiré-Effekt, wenn Farb- oder Helligkeitswechsel in zu kurzem Abstand zueinander auftreten,
- Unschärfe, durch das Entfernen hoher Frequenzanteile,
- Gibbssches Phänomen, eine kleine Fläche um einen Gegenstand mit hohem Kontrast, welcher deutlich aus der Umgebung heraussticht

## Tonaufnahmen
Bei verlustbehaftet komprimierten Audiodaten (zum Beispiel mit MP3) machen sich Kompressionsartefakte als (unerwünschte) Geräusche bemerkbar. Dazu gehören
- Telefonähnlicher Klang durch das Entfernen hoher Frequenzanteile (Tiefpassfilterung),
- Pre-echo: vor einem lauten plötzlichen Geräusch (zum Beispiel Schlagzeug) sind klirrend-metallische Artefakte hörbar
- Post-echo: nach einem plötzlichen Geräusch sind deutliche Artefakte zu hören
- wechselnd verwaschener Klang, mangelnde Brillanz, insbesondere in Höhen und Tiefen, sowie bei bestimmten Instrumenten (Becken, wechselnd verwaschen je nach sonstigen Frequenzanteilen, Hi-hat)
- Scheppern (typisch für MP3 bei zu hoher Kompression)
- unpassende Lautstärkeänderungen
- Veränderung der Stereofonie, Verringerung des räumlichen Eindrucks